# カフカの東京絶望日記
『カフカの東京絶望日記』（カフカのとうきょうぜつぼうにっき）は、2019年9月13日から10月25日まで毎週金曜 0時59分から1時29分（木曜深夜）に毎日放送の「ドラマ特区」枠で放送されていたテレビドラマ。主演は鈴木拡樹。

## 概要
原案は2015年6月に飛鳥新社から発行された漫画作品である『マンガで読む絶望名人カフカの人生論』（平松昭子（漫画）、頭木弘樹（監修））。小説「変身」の著者である小説家のフランツ・カフカが何故か日本人に姿を変えて、現代の東京で起こる様々な事象に絶望するさまをコミカルに描く。2019年4月2日に第1話がYouTubeでネット無料配信されたのが話題となり、9月から毎日放送の「ドラマ特区」枠での地上波放送が決定された。

## 登場人物
- フランツ・カフカ - 鈴木拡樹
- 黒柳つぐみ（整形前） - 奈緒[4]
- 黒柳つぐみ（整形後） - 奥山かずさ[1]
- 天童サトル - 前原滉[4]
- 阿川瑠璃香 - 今野杏南[4]
- 矢場壱子 - 宮田早苗[4]
- 取出イタル - 坂口涼太郎
- 秋野ナツオ - 岩谷翔吾（THE RAMPAGE from EXILE TRIBE）
- 山城真帆 - 咲良菜緒（TEAM SHACHI）

## スタッフ
- 原案 - 平松昭子（漫画）頭木弘樹（監修）『マンガで読む絶望名人カフカの人生論』（飛鳥新社刊）
- 監督 - 加藤拓也、坂下雄一郎
- 企画・脚本 - アサダアツシ
- エグゼクティブプロデューサー - 西川朝子[5]、宇田川寧[5]
- プロデューサー - 小森茉季[5]、柴原祐一[5]
- 音楽 - TEAM WHIM[5]
- オープニングテーマ - buzz★Vibes「ZETSUBOU FUNK」
- エンディングテーマ - KEYTALK「DROP2」
- 制作プロダクション - ダブ
- 製作 - 「カフカの東京絶望日記」製作委員会、毎日放送

## 放送日程
| 話数   | 放送日   | サブタイトル                                         | 監督       |
| ------ | -------- | ---------------------------------------------------- | ---------- |
| 第1話  | 09月13日 | カフカ、パンに絶望する                               | 加藤拓也   |
| 第2話  | 09月20日 | カフカ、猫ブームに絶望するカフカ、承認欲求に絶望する | 加藤拓也   |
| 第3話  | 09月27日 | カフカ、アウトドアで絶望する                         | 加藤拓也   |
| 第4話  | 10月11日 | カフカ、婚活で絶望するカフカ、地下アイドルに絶望する | 坂下雄一郎 |
| 第5話  | 10月18日 | カフカ、お笑いに絶望する？                           | 坂下雄一郎 |
| 最終話 | 10月25日 | カフカ、変身する                                     | 坂下雄一郎 |

※10月4日は『世界陸上ドーハ大会』中継のため休止。

### 放送局
| 放送期間                 | 放送時間                     | 放送局       | 対象地域   | 備考   |
| ------------------------ | ---------------------------- | ------------ | ---------- | ------ |
| 2019年9月12日 - 10月24日 | 木曜 23:00 - 23:30           | テレビ神奈川 | 神奈川県   | 独立局 |
| 2019年9月13日 - 10月25日 | 金曜 0:59 - 1:29（木曜深夜） | 毎日放送     | 近畿広域圏 | 制作局 |
| 2019年9月20日 - 10月26日 | 土曜 0:00 - 0:30（金曜深夜） | チバテレ     | 千葉県     | 独立局 |
| 2019年9月18日 - 10月30日 | 水曜 23:30 - 翌日0:00        | テレ玉       | 埼玉県     | 独立局 |

### インターネット配信
毎日放送の放送日基準の見逃し配信は終了し、現在は全話を以下の動画配信サイトで有料配信。
| 配信サイト       | 備考         |
| ---------------- | ------------ |
| TSUTAYA TV       | レンタル配信 |
| ビデオマーケット | レンタル配信 |

## 関連書籍
- 平松昭子（著） 頭木弘樹（監修）『マンガで読む絶望名人カフカの人生論』（2015年6月24日、飛鳥新社、ISBN 978-4-86-410411-1）[6]
- フランツ・カフカ（著） 頭木弘樹（編集、翻訳）『絶望名人カフカの人生論』（2014年11月1日、新潮社、ISBN 978-4-10-207105-2）[7]